# Pentaceros capensis
Pentaceros capensis är en fiskart som beskrevs av Cuvier 1829. Pentaceros capensis ingår i släktet Pentaceros och familjen Pentacerotidae. Inga underarter finns listade i Catalogue of Life.